# Kolbeinn Sigþórsson
Kolbeinn Sigþórsson (ur. 14 marca 1990 w Reykjavíku) – islandzki piłkarz grający na pozycji napastnika. Jest zawodnikiem francuskiego FC Nantes.

## Kariera klubowa
Kolbeinn Sigþórsson jest wychowankiem Víkingura Reykjavík. W 2003 roku przeniósł się do HK Kópavogur. W 2007 roku stał się piłkarzem pierwszej drużyny tego klubu. W sezonie 2007 rozegrał 5 meczów ligowych i strzelił jedną bramkę.
W letnim okienku transferowym zdecydował się na transfer do holenderskiego AZ Alkmaar. W rozgrywkach Eredivisie zadebiutował 8 sierpnia 2010 w meczu przeciwko NAC Breda (1:1). Pierwszego ligowego gola zdobył w spotkaniu przeciwko SBV Excelsior (1:1), które zostało rozegrane 29 sierpnia 2010.
W lipcu 2011 odszedł za około 4 miliony euro do Ajaksu. W 2015 roku przeszedł do francuskiego FC Nantes. W 2016 roku został wypożyczony do tureckiego Galatasaray SK.
| Sezon     | Klub           | Kraj     | Rozgrywki      | Mecze | Bramki |
| --------- | -------------- | -------- | -------------- | ----- | ------ |
| 2007      | HK Kópavogur   | Islandia | 1. deild karla | 5     | 1      |
| 2007/2008 | AZ Alkmaar     | Holandia | Eredivisie     | 0     | 0      |
| 2008/2009 | AZ Alkmaar     | Holandia | Eredivisie     | 0     | 0      |
| 2009/2010 | AZ Alkmaar     | Holandia | Eredivisie     | 0     | 0      |
| 2010/2011 | AZ Alkmaar     | Holandia | Eredivisie     | 32    | 15     |
| 2011/2012 | AFC Ajax       | Holandia | Eredivisie     | 14    | 7      |
| 2012/2013 | AFC Ajax       | Holandia | Eredivisie     | 14    | 6      |
| 2013/2014 | AFC Ajax       | Holandia | Eredivisie     | 30    | 10     |
| 2014/2015 | AFC Ajax       | Holandia | Eredivisie     | 21    | 7      |
| 2015/2016 | FC Nantes      | Francja  | Ligue 1        | 26    | 3      |
| 2016/2017 | FC Nantes      | Francja  | Ligue 1        | 2     | 0      |
| 2016/2017 | Galatasaray SK | Turcja   | Süper Lig      | 0     | 0      |

## Kariera reprezentacyjna
Sigþórsson reprezentował juniorskie kadry Islandii U-17 i U-19. W latach 2007–2011 występował w młodzieżowej kadrze U-21, z którą wystąpił w 2011 roku na Mistrzostwach Europy U-21 rozgrywanych w Danii.
W seniorskiej reprezentacji Islandii zadebiutował 21 marca 2010 w meczu przeciwko Wyspom Owczym (2:0 dla Islandii).

## Życie prywatne
Ma starszego brata, Andri, który też był piłkarzem. Zakończył on jednak karierę z powodu poważnego urazu.